# Grabplatte Georg Friedrich von Feuerschütz
Georg Friedrich von Feuerschütz (* 1627; † 18. August 1647) war der letzte Nachkomme des Adelsgeschlechtes Feuerschütz. Die Familie besaß das später von der Familie von Harling bewohnte Rittergut in Feuerschützenbostel.

## Grabplatte und Inschrift
Auf dem heute von Harlingschen Gut in Feuerschützenbostel findet sich die Grabplatte des im Dreißigjährigen Krieg geborenen Georg Friedrich von Feuerschütz. Laut der schon Mitte der 1960er Jahre stark verwitterten Inschrift der aus Obernkirchner Sandstein gehauenen Platte war der „1627 geborene adlige, starke und hochgelehrte Jüngling [...] rechtschaffen und in Frömmigkeit in Wissenschaft und Schulen und auf der berühmten Universität Julia [in Helmstedt?] erzogen worden.“ Noch vor Kriegsende soll von Feuerschütz im Alter von 20 Jahren „sanft im Herrn“ entschlafen sein.
Die im Freien auf dem Gut liegende Grabplatte zeigt den Jüngling mit offenen, langen Haaren, einem umgehängten Degen über der Kleidung mit Handschuhen sowie zeittypischen Reiterstiefeln mit Sporen.